# 奧萊克西伊夫卡 (舊比利斯克區)
49°25′53″N 40°3′22″E / 49.43139°N 40.05611°E
奧萊克西伊夫卡（羅馬化：Oleksiivka）是位於烏克蘭東部的村莊，由盧甘斯克州舊比利斯克區的米洛韋市鎮負責管轄。該村始建於1929年，面積0.38平方公里，海拔高度157米，2001年人口32，人口密度每平方公里84.2人。